# 足立直郎
足立 直郎（あだち なおろう、1896年12月14日 - 1980年10月10日）は、歌人、劇作家、小説家。
千葉県生まれ。本名・直太郎。別号・高梨直郎。早稲田大学文学部国文科卒。橋田東声の『珊瑚礁』に拠って歌人として出発、次第に戯曲、小説に手を染める。聚芳閣の経営者足立家に婿入りする。妻の養兄が足立欽一。

## 著書
- 『緑蔭の書卓』交蘭社、1929
- 『芭蕉終焉記 戯曲 [他七篇]』協和書院、1937
- 『挙兵』東京学芸社、1943
- 『勤皇士魂 長篇小説』大果書房、1944
- 『敵國降伏(ゴウブク)』鳥居清言繪畫 鈴木景山編、日本敎育畫劇、1944、日本敎育紙芝居協會作品
- 『随筆うらごと新章』高風館、1955
- 『江戸風俗史 第1巻　遊女風俗姿』学風書院、1956
- 『生きている維新史』高風館、1956
- 『歌舞伎への情熱』高風館、1956
- 『ふし穴随筆』高風館、1956
- 『鍵穴えん筆』朋文社、1957
- 『江戸風俗史 第2巻　芸人風俗姿』学風書院、1957
- 『色あざみ』東京ライフ社、1958
- 『女歴』光和堂、1958
- 『江戸城大奥秘蔵考』那須書房、1961
- 『異色川柳遊女風俗姿細見』那須書房、1962
- 『遊女風俗姿細見』展望社、1967
- 『江戸時代芸道の風俗誌』展望社、1976
- 『歌舞伎劇場女形風俗細見』展望社、1976
- 『江戸城大奥秘蔵考』イースト・プレス、1998、幻の性資料

## 参考
- 『日本近代文学大事典』講談社、1984

## 注
1. ↑  野口冨士男『徳田秋声伝』p471